# Liste der Baudenkmale in Schenkenberg (Uckermark)
In der Liste der Baudenkmale in Schenkenberg sind alle Baudenkmale der brandenburgischen Gemeinde Schenkenberg und ihrer Ortsteile aufgelistet. Grundlage ist die Veröffentlichung der Landesdenkmalliste mit dem Stand vom 31. Dezember 2022.

## Baudenkmale in den Ortsteilen
In den Spalten befinden sich folgende Informationen:
- ID-Nr.: Die Nummer wird vom Brandenburgischen Landesamt für Denkmalpflege vergeben. Ein Link hinter der Nummer führt zum Eintrag über das Denkmal in der Denkmaldatenbank. In dieser Spalte kann sich zusätzlich das Wort Wikidata befinden, der entsprechende Link führt zu Angaben zu diesem Denkmal bei Wikidata.
- Lage: die Adresse des Denkmales und die geographischen Koordinaten. Link zu einem Kartenansichtstool, um Koordinaten zu setzen. In der Kartenansicht sind Denkmale ohne Koordinaten mit einem roten beziehungsweise orangen Marker dargestellt und können in der Karte gesetzt werden. Denkmale ohne Bild sind mit einem blauen bzw. roten Marker gekennzeichnet, Denkmale mit Bild mit einem grünen beziehungsweise orangen Marker.
- Bezeichnung: Bezeichnung in den offiziellen Listen des Brandenburgischen Landesamtes für Denkmalpflege. Ein Link hinter der Bezeichnung führt zum Wikipedia-Artikel über das Denkmal.
- Beschreibung: die Beschreibung des Denkmales
- Bild: ein Bild des Denkmales und gegebenenfalls einen Link zu weiteren Fotos des Baudenkmals im Medienarchiv Wikimedia Commons

### Baumgarten
| ID-Nr.                           | Lage              | Bezeichnung                    | Beschreibung | Bild           |
| -------------------------------- | ----------------- | ------------------------------ | --- | -------------- |
| 09132228                         | (Lage)            | Spritzenhaus und Schlauchturm  | Das Spritzenhaus befindet sich im Dorfkern vor dem Grundstück 66. | BW             |
| 09132228 Teilobjekt zu: 09132229 | (Lage)            | Schlauchturm                   | Die Eisenkonstruktion steht etwa 10 Meter vom Spritzenhaus entfernt. | BW             |
| 09130085                         | Baumgarten (Lage) | Kirche mit Kirchhofeinfriedung | Die evangelische Kirche wurde in der zweiten Hälfte des 13. Jahrhunderts erbaut. Es ist ein Saalbau aus Feldstein mit einem Turm und einer Sakristei. Der Turmaufsatz wurde 1709 errichtet. Im Inneren befindet sich eine Balkendecke. Die Ausstattung ist einheitlich aus der Mitte des 18. Jahrhunderts. | weitere Bilder |
| 09131576 Teilobjekt zu: 09130157 | (Lage)            | Kirchhofsmauer                 | Kirchhofsmauer aus Feldstein und Kirchhofsportal aus Ziegeln. | BW             |
| 09131577 Teilobjekt zu: 09130157 | (Lage)            | Taufengel                      | Der etwa 1,50 Meter große Taufengel wurde 1742 vermutlich vom Hofbildhauer Johann Georg Glume gefertigt. | BW             |
| 09131020 Teilobjekt zu: 09130157 | (Lage)            | Orgel                          | Die Orgel wurde um 1856 von Barnim Grüneberg gefertigt, 1945 teilzerstört und 2008 restauriert. | BW             |

### Kleptow
| ID-Nr.   | Lage                | Bezeichnung                           | Beschreibung | Bild           |
| -------- | ------------------- | ------------------------------------- | --- | -------------- |
| 09130088 | Kleptow 4, 5 (Lage) | Gasthaus                              | | Gasthaus       |
| 09130086 | Kleptow 34 (Lage)   | Dorfkirche                            | Die evangelische Kirche stammt aus der zweiten Hälfte des 13. Jahrhunderts. Der Turmaufsatz wurde Mitte des 18. Jahrhunderts erbaut. Im Inneren stammt der hölzerne Altaraufsatz aus dem Anfang des 17. Jahrhunderts. | weitere Bilder |
| 09132023 | Kleptow 53 (Lage)   | Gutshaus mit Vorplatz und Pflasterung | | BW             |

### Schenkenberg
| ID-Nr.   | Lage   | Bezeichnung | Beschreibung | Bild           |
| -------- | ------ | ----------- | --- | -------------- |
| 09130157 | (Lage) | Kirche      | Die evangelische Kirche wurde im Jahre 1685 erbaut, allerdings wurde die Kirche nach einem Brand im Jahre 1900 im Stil des Neobarocks erneuert. Die Ausstattung im Inneren ist aus der Zeit nach 1900. | weitere Bilder |